# Georgi Witaljewitsch Jewtjuchin
Georgi Witaljewitsch Jewtjuchin (russisch Георгий Витальевич Евтюхин; * 9. Mai 1970 in Moskau, Russische SFSR, Sowjetunion) ist ein ehemaliger russischer Eishockeyspieler.

## Karriere
Die meiste Zeit seiner Laufbahn verbrachte Jewtjuchin beim HK Spartak Moskau. Von 1996 bis 1997 spielte er im Ausland bei den Eisbären Berlin und Nippon Paper Cranes. 1999 wurde der Stürmer von Metallurg Nowokusnezk verpflichtet. Seine Karriere ließ Jewtjuchin beim HK Metschel Tscheljabinsk ausklingen.

### International
Jewtjuchin stand im Aufgebot seines Landes bei den Olympischen Winterspielen 1994 in Lillehammer.